# Krásnovce
Krásnovce este o comună slovacă, aflată în districtul Michalovce din regiunea Košice. Localitatea se află la altitudinea de 109 m deasupra n.m., se întinde pe o suprafață de 4,63 km2 și în 2017 număra 625 de locuitori. Se învecinează cu comuna Šamudovce.

## Istoric
Localitatea Krásnovce este atestată documentar din 1403.

## Demografie
| An:                | 1994 | 2004   | 2014   | 2024   |
| ------------------ | ---- | ------ | ------ | ------ |
| Număr de persoane: | 575  | 596    | 617    | 619    |
| Diferență:         |      | +3,65% | +3,52% | +0,32% |

| An:                | 2023 | 2024   |
| ------------------ | ---- | ------ |
| Număr de persoane: | 628  | 619    |
| Diferență:         |      | −1,43% |